# Пери (Џорџија)
Пери (енгл. Perry) град је у америчкој савезној држави Џорџија. По попису становништва из 2010. у њему је живело 13.839 становника.

## Демографија
Према попису становништва из 2010. у граду је живело 13.839 становника, што је 4.237 (44,1%) становника више него 2000. године.
| Група             | 2000.         | 2010.         |
| Белци             | 5.644 (58,8%) | 7.982 (57,7%) |
| Афроамериканци    | 3.570 (37,2%) | 4.965 (35,9%) |
| Азијати           | 120 (1,2%)    | 279 (2,0%)    |
| Хиспаноамериканци | 178 (1,9%)    | 411 (3,0%)    |
| Укупно            | 9.602         | 13.839        |